# Umanak 75
|  | Denne artikel er oprettet af botten Steenthbot ud fra en ekstern database. Den kan derfor have sproglige fejl eller mangler. Denne skabelon kan fjernes efter kontrol af indholdet. |

Umanak 75 er en dansk dokumentarfilm fra 1976 instrueret af Jørn Kjær Nielsen og efter manuskript af Jørn Kjær Nielsen og Jeppe Mendel.

## Handling
Filmen handler om, hvordan oprettelsen af Greenex-minen, "Maarmorilik" (også kaldet 'Den Sorte Engel') i efteråret 1973 indvirker på dagliglivet i Umanak by og kommune, der pludselig herved fik en række indtægter via skatten. En række spørgsmål om fremtiden stilles.